# زير زمين (مشكين شهر)
زير زمين هي قرية في مقاطعة مشكين شهر، إيران. عدد سكان هذه القرية هو 425 في سنة 2006.